# بئر الذهب
بئر الذهب بلدية من بلديات دائرة مرسط ولاية تبسة الجزائرية.

## معلومات عن المدينة
قرية اشتراكية (واحدة من نماذج القرى الاشتراكية التي قامت الدولة الجزائرية بتشييدها إبان فترة الحكم للراحل هواري بومدين) في طور النمو، تم اعتمادها كبلدية أثناء التقسيم الإداري 1984.

## الموقع الجغرافي
يحدها من الشمال مرسط ومسكيانة ومن الغرب قريقر والحمامات ومن الجنوب الحمامات ومن الشرق مرسط وبولحاف الدير
موقعها على خط الطول ودوائر العرض 35.5248°N 7.9384°E ويتميز بأنه موقع استراتيجي يحوي أراضي واسعة صالحة للزراعة والرعي ويعد
كموقع مستقبلي للمشاريع كبرى كالمدينة جديدة ومؤسسات كبرى في جميع المجالات الصناعية والاقتصادية.
كما تتوفر على بعض المعالم الأثرية التاريخية التي تعود إلى الحقبة الرومانية.

## تاريخيا
دفعت بئر الذهب من أولادها الغالي والنفيس أثناء الحقبة الثورية لمواجهة الاحتلال الفرنسي ولم تنل حقها من الدراسات التاريخية والتكريمات لأبنائها وشهدائها الذين يعدون بالمئات على رأسهم الشهيد عاشوري لحبيب وبن عرفة محمد وغيرهما كما لم تنل الفئة الباقية من الثوريين الشاهدين على الثورة التقدير المناسب.
و البلدية شاهد تاريخي على احتضان ولاية تبسة وأهالي بئر الذهب للإخوة الفلسطينيين ومكان زيارة وعبور الرئيس الفلسطيني الراحل أبو عمار ياسر عرفات.